# Marija Alexandrowna Burganowa
Marija Alexandrowna Burganowa (russisch Мария Александровна Бурганова; * 1. November 1960 in Moskau) ist eine sowjetisch-russische Bildhauerin, Kunstwissenschaftlerin und Hochschullehrerin.

## Leben
Burganowa ist die Tochter des Bildhauers Alexander Burganow und ältere Schwester des Bildhauers Igor Burganow. Sie studierte an der Moskauer Kunst-Gewerbe-Hochschule (seit 1996 Stroganow-Kunst-Gewerbe-Universität) mit Abschluss 1984.
Burganowa lebt und arbeitet in Moskau. Sie ist Spezialistin für russische sakrale Skulpturen. Sie verteidigte 1998 ihre Kandidat-Dissertation über Fragen zur Stilistik und Technik der russischen Gusskreuze und Ikonen des 11.–19. Jahrhunderts und 2002 ihre Doktor-Dissertation über russische Sakralplastik für die Promotion zur Doktorin der Kunstwissenschaft  2003 mit gleichzeitiger Ernennung zur Professorin. Burganowa leitet den Lehrstuhl für monumentale und dekorative Bildhauerei der Moskauer Stroganow-Kunst-Gewerbe-Universität, an der sie seit 1988 lehrt. Sie ist Vizedirektorin des Moskauer Staatlichen Museums Burganow-Haus. 2007 wurde sie persönliches Mitglied des International Council of Museums (ICOM). 2013 wurde sie zum Vollmitglied der Russischen Akademie der Künste gewählt.
Werke Burganowas befinden sich in der Tretjakow-Galerie, im Puschkin-Museum, im Genfer Palais des Nations und in vielen anderen europäischen Museen und Privatsammlungen.

## Ehrungen, Preise
- Verdiente Künstlerin der Russischen Föderation (2005)[2]
- Goldmedaille der Union der Künstler Russlands (2005)
- Goldmedaille der Russischen Akademie der Künste (2006)